# Castelul din Balcic
Castelul din Balcic (în bulgară Двореца в Балчик, transliterat: Dvoreța v Balcik) situat în orașul Balcic (Bulgaria) a fost o reședință a reginei Maria a României, în perioada în care Cadrilaterul a aparținut României. 
Clădit pe malul mării Negre, castelul cuprinde o grădină botanică, o sală a fumătorilor, o pivniță, o chilie mănăstirească, un izvor de apă, mai multe vile rezidențiale și diverse alte clădiri.
Castelul, poreclit de regină Tenha Yuva („Cuibul Linistit” în limba turcă) este de fapt o vilă mare cu pereți albi și acoperișuri de țiglă roșie străjuite de un minaret, construită anume după planurile și gusturile Reginei Maria, de-a lungul a trei terase. Combină elemente ale stilului otoman cu cel al caselor bulgărești. Originalitatea acestui stil eclectic și denumirea turcă se explică prin interesul reginei (și al altor persoane din aristocrația și marea burghezie din acea perioadă) pentru religia bahaistă propovăduită inițial de predicatorii Bahaulla și fiul său Șoghi Effendi Rabbani, iar reginei de către profesoara americană Martha Louise Root (1872 – 1939).
Țărmul mării forma inițial terasa inferioară, cu o mică faleză, dar în anii 1950 aceasta fost despărțită de talazurile care o săpau, printr-un dig și o nouă terasă de beton, pe care vara funcționează cafenele și restaurante. Domeniul castelului cuprinde șase case, câte una pentru fiecare copil al Reginei Maria. Tot din dorința acesteia a fost ridicat și paraclisul „Stella Maris”, în stil ortodox, unde regina se reculegea. Atât de bine se simțea în „Cuibul Linistit”, încât regina a lăsat dorința ca după moartea ei, inima să-i fie păstrată în incinta paraclisului.

## Istoria Castelului din Balcic
Castelul a fost construit pe un teren oferit reginei de către bancherul Ioan Hrissovelonis, teren mărit prin achiziționarea de către statul român a altor terenuri vecine de la localnici. Lângă palat s-a construit un minaret, accentuând ambianța orientală.
Vila "Cuibul linistit" a fost proiectată de arhitectul Emil Guneș și a fost construită între anii 1926 și 1930, lucrările fiind executate de firmele italiene Agostino Fabro (decorațiunile) și Giovanni Tomasini (zidăria, pavajul, mozaicurile și asfaltarea), sub directa supraveghere a secretarului particular al reginei : Gaëtan Denise. A doua clădire a domeniului regal de la Balcic era vila Mavi Dalga („Valul albastru” în limba turcă), compusă din 16 camere, în care se aflau apartamentele principelui Nicolae și ale doamnelor de onoare. Lângă ea se afla „Casa Suitei”, având camerele distribuite în formă de potcoavă, cu colonade spre mare și coloane spre interior. Unul dintre vizitatorii celebri la Castelul din Balcic a fost Paul Morand, scriitor și diplomat, care a fost găzduit în palatul reginei.
La restituirea Cadrilaterului către Bulgaria prin Tratatul de la Craiova din septembrie 1940, castelul a trecut din proprietatea ramurei române a familiei Hohenzollern-Sigmaringen în cea a ramurei bulgare a familiei Saxa-Coburg-Gotha (din care se trăgea și Regina Maria). În septembrie 1944, Armata sovietică s-a cantonat în castel care a fost integral prădat inclusiv ușile și ferestrele. În anii 1950, Partidul Comunist Bulgar a decis renovarea și transformarea castelului în „casă de odihnă” pentru activiștii săi. În anii 1960 a fost transformat în muzeu, autoritățile culturale bulgare încercând să facă rost de mobilă, tablouri și icoane în stilul celor care apăreau în puținele fotografii figurând interiorul Castelului, așa cum arăta inițial. Grădina a devenit atunci botanică, trecând în custodia Universității din Sofia.
Ca locuri de rugăciune, regina și-a construit o bisericuță (inițial anglicană, religia dânsei în tinerețe), un templu bahaist numit „Maria Ruh” și paraclisul ortodox „Stella Maris”, plănuit de arhitectul Rogha Bihab, al cărui interior a fost pictat în 1930 de zugravii locali A. Damian și Papatriandafilos. În acest paraclis a fost depusă în iulie 1938, și la cererea testamentară a reginei, o casetă conținând inima sa, aceasta fiind mutată în toamna 1940, după predarea Cadrilaterului către Bulgaria, la castelul Bran și după război în tezaurul Muzeului Național de Istorie, la București.

## Domeniul Castelului din Balcic
- Intrarea - Ghereta santinelei
- Fântâna de argint
- Grădina lui Allah
- Vila „Săgeata albastră“
- Colțul „Magnolia“
- Templul apei
- Paraclisul „Stella Maris”
- Izvorul sfânt
- Grădina Ghetsimani
- Aleea valului albastru
- Digul
- Grădina „Curtea englezească“
- Cascada
- „Puntea suspinelor“
- Vila „Moara“
- Vila „Salon“
- Restaurantul „Coroana“
- Aleea vinului
- Tronul Reginei Maria
- Castelul Reginei Maria - Vila „Cuibul liniștit“
- Aleea secolelor
- Camera pentru fumat
- Grădina „Labirint“
- Mormântul Reginei Maria
- Vila „Gutman“
- Casa Suitei ("Sabur Jevi")
- Grădina „Craing“
- Vila „Izbânda“
- Vila „Ciuperca“

## Galerie imagini

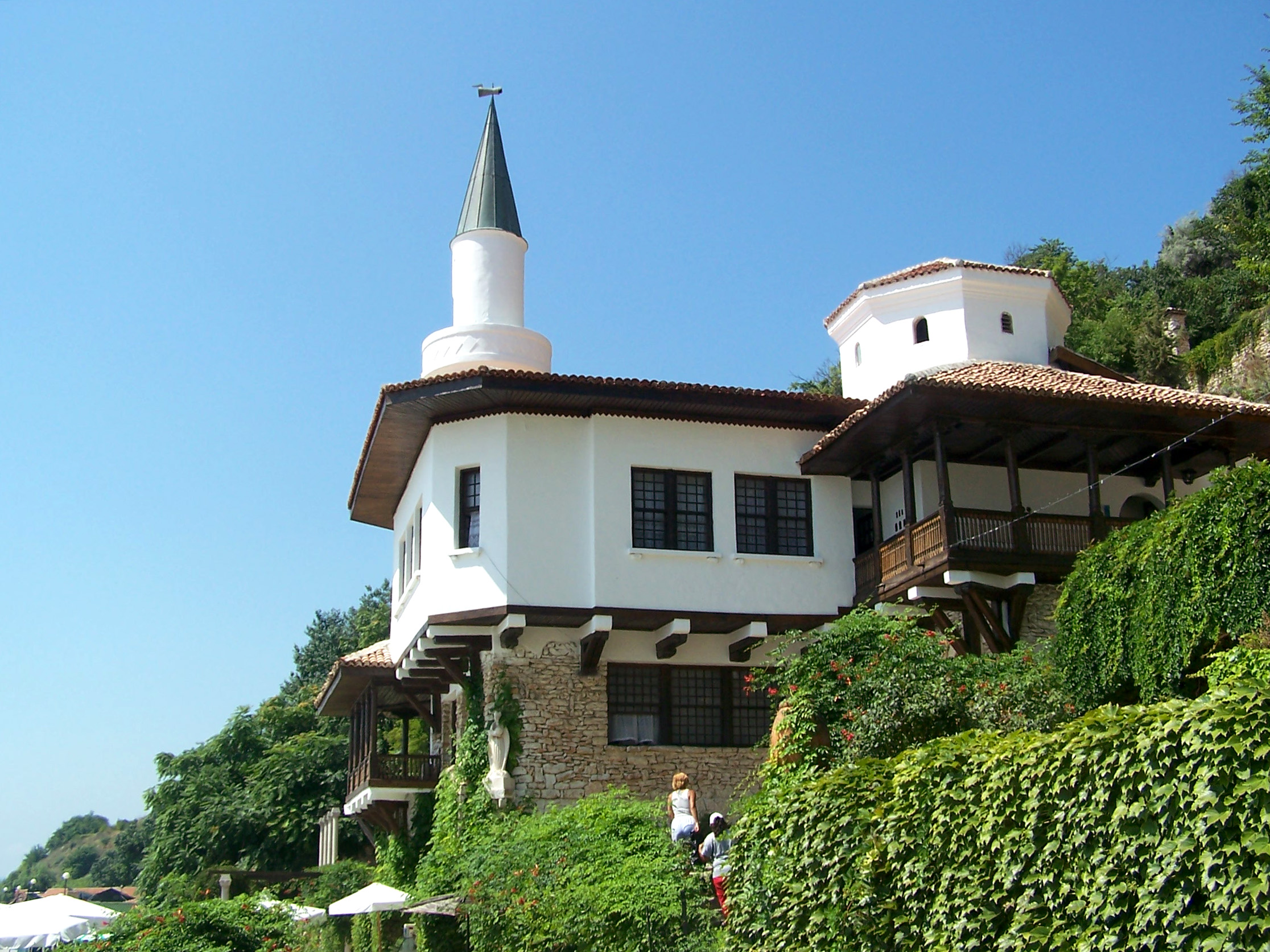
Castelul din Balcic văzut de pe terasa inferioară
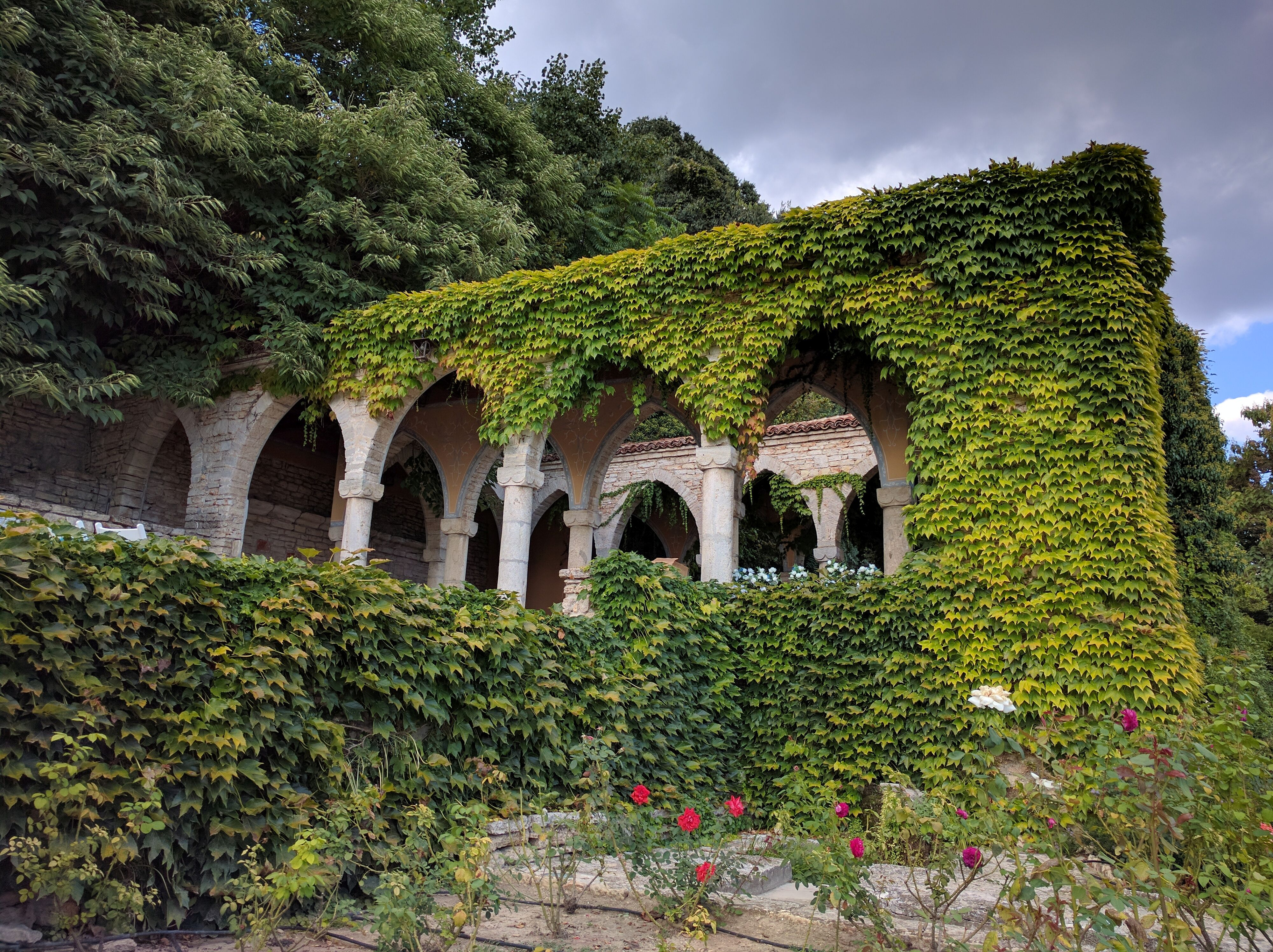
Băile castelului din Balcic văzute de pe terasa inferioară
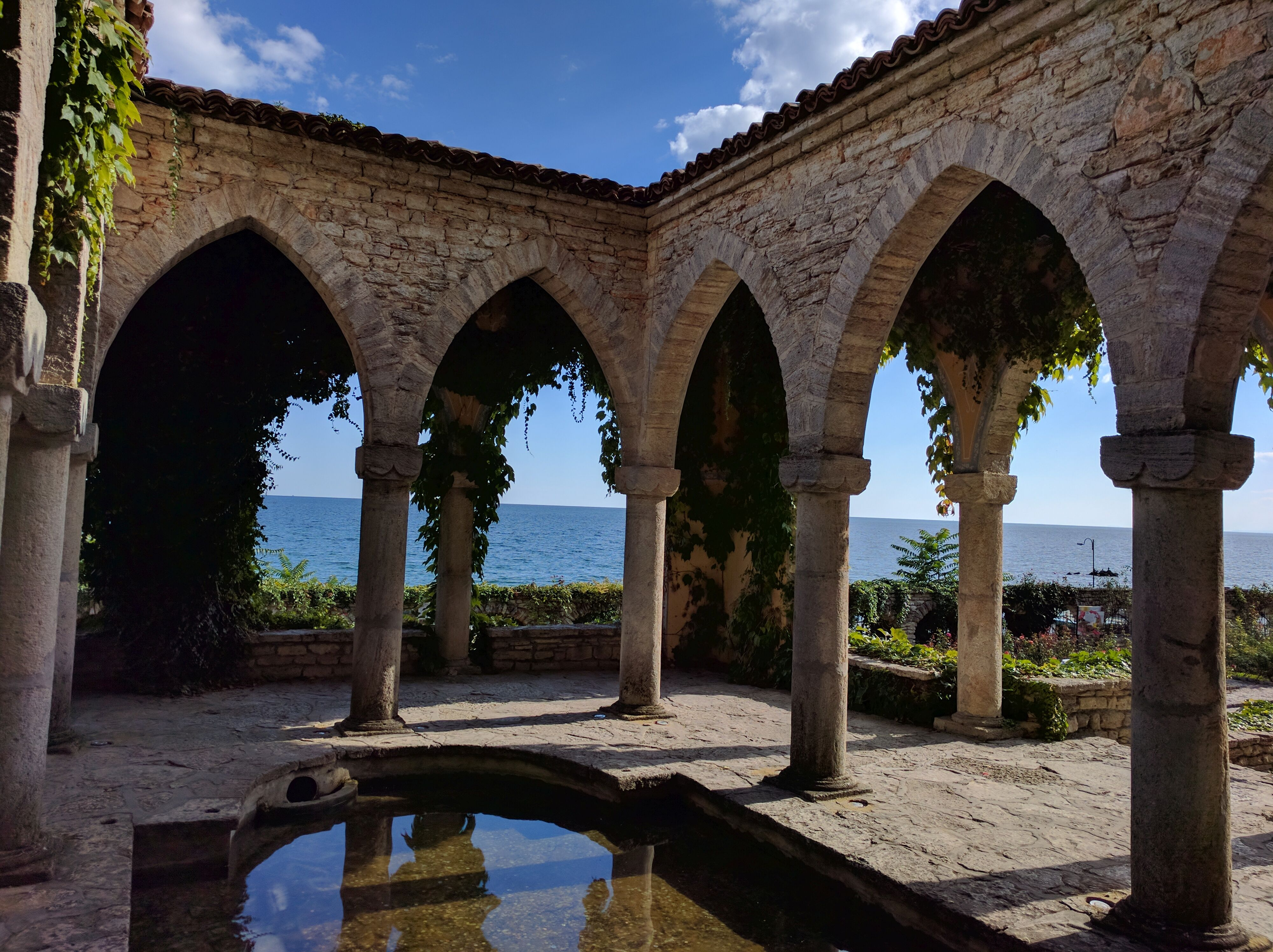
Băile castelului din Balcic
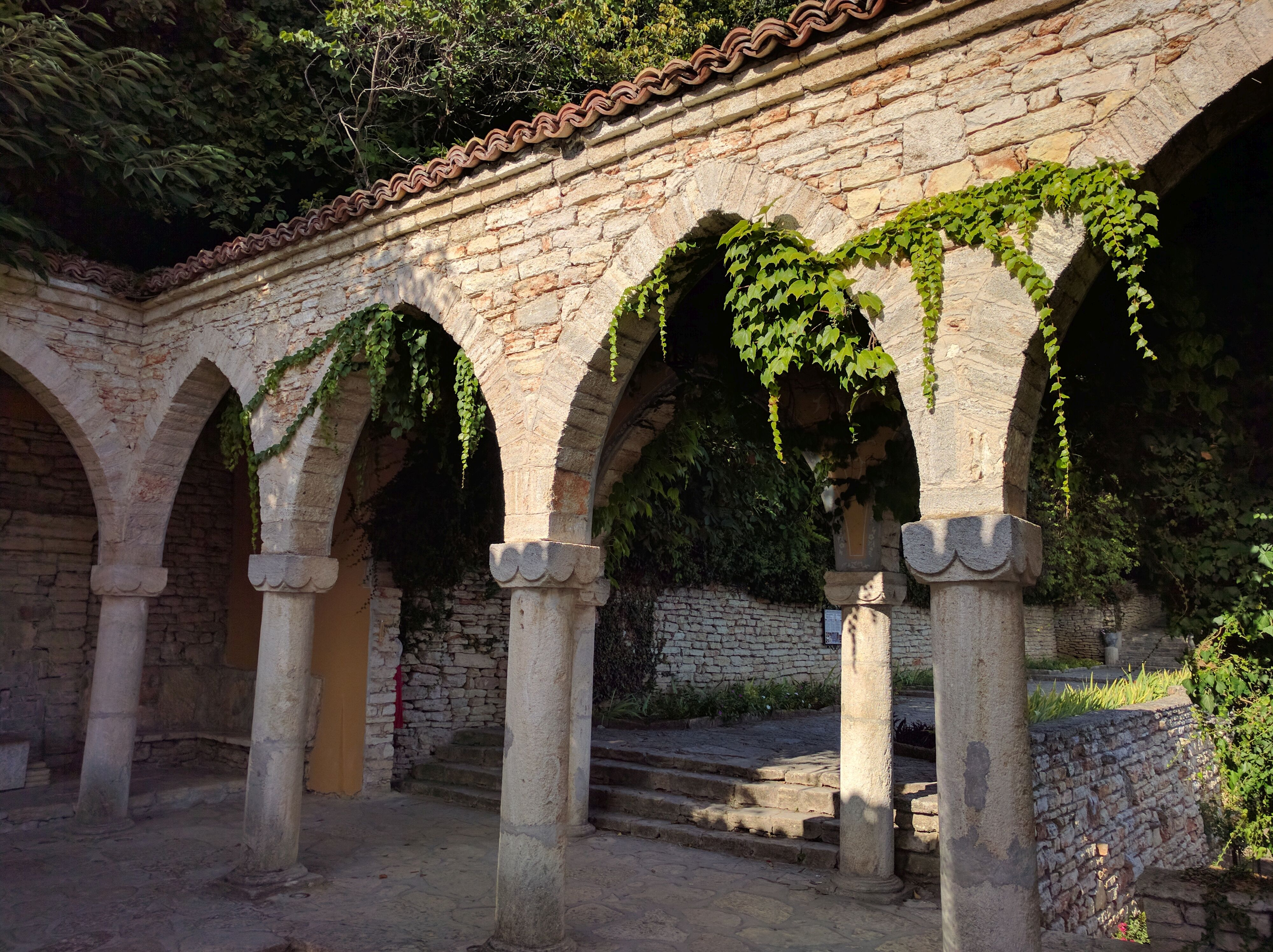
Băile castelului din Balcic
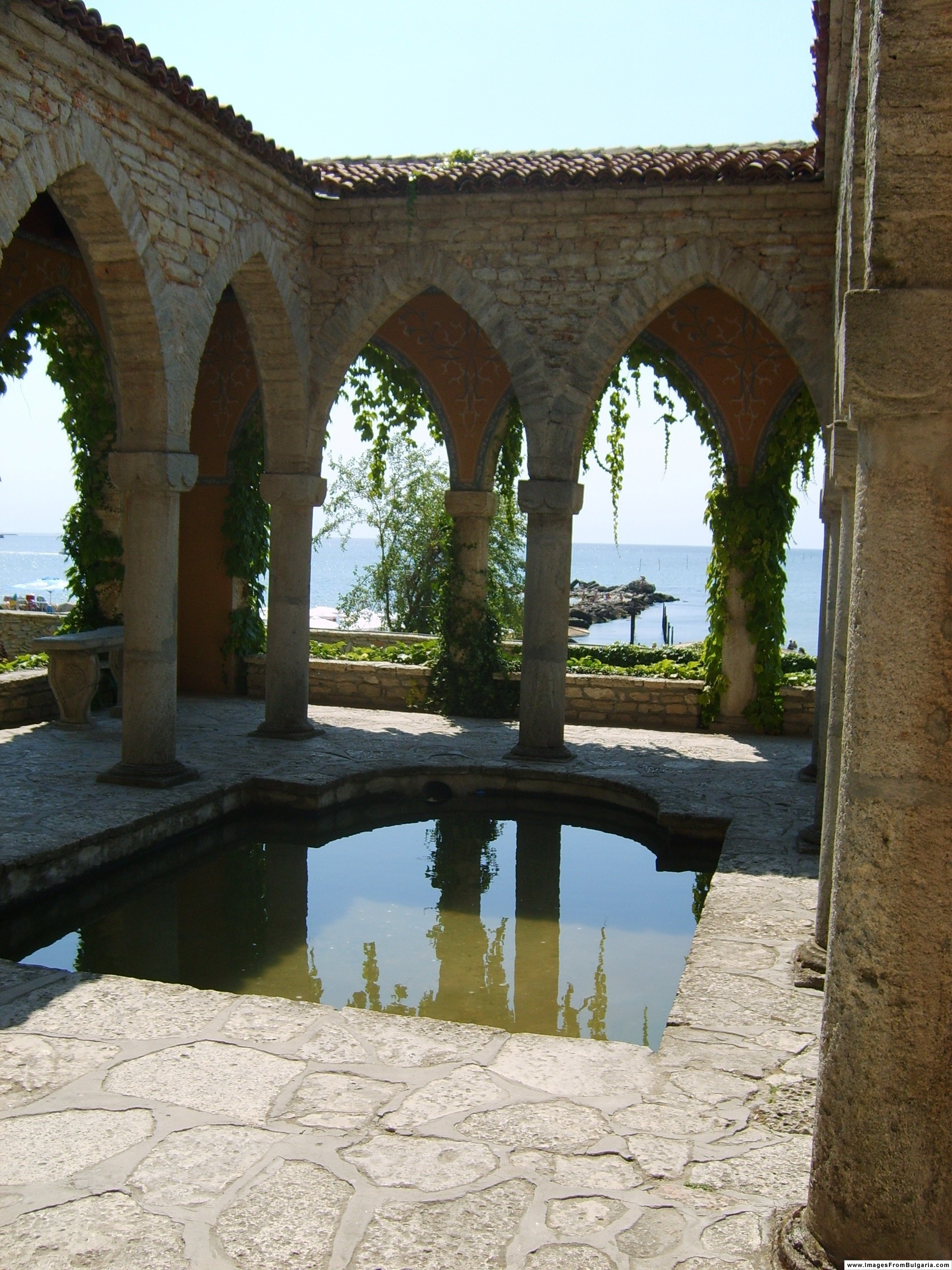
Băile castelului din Balcic
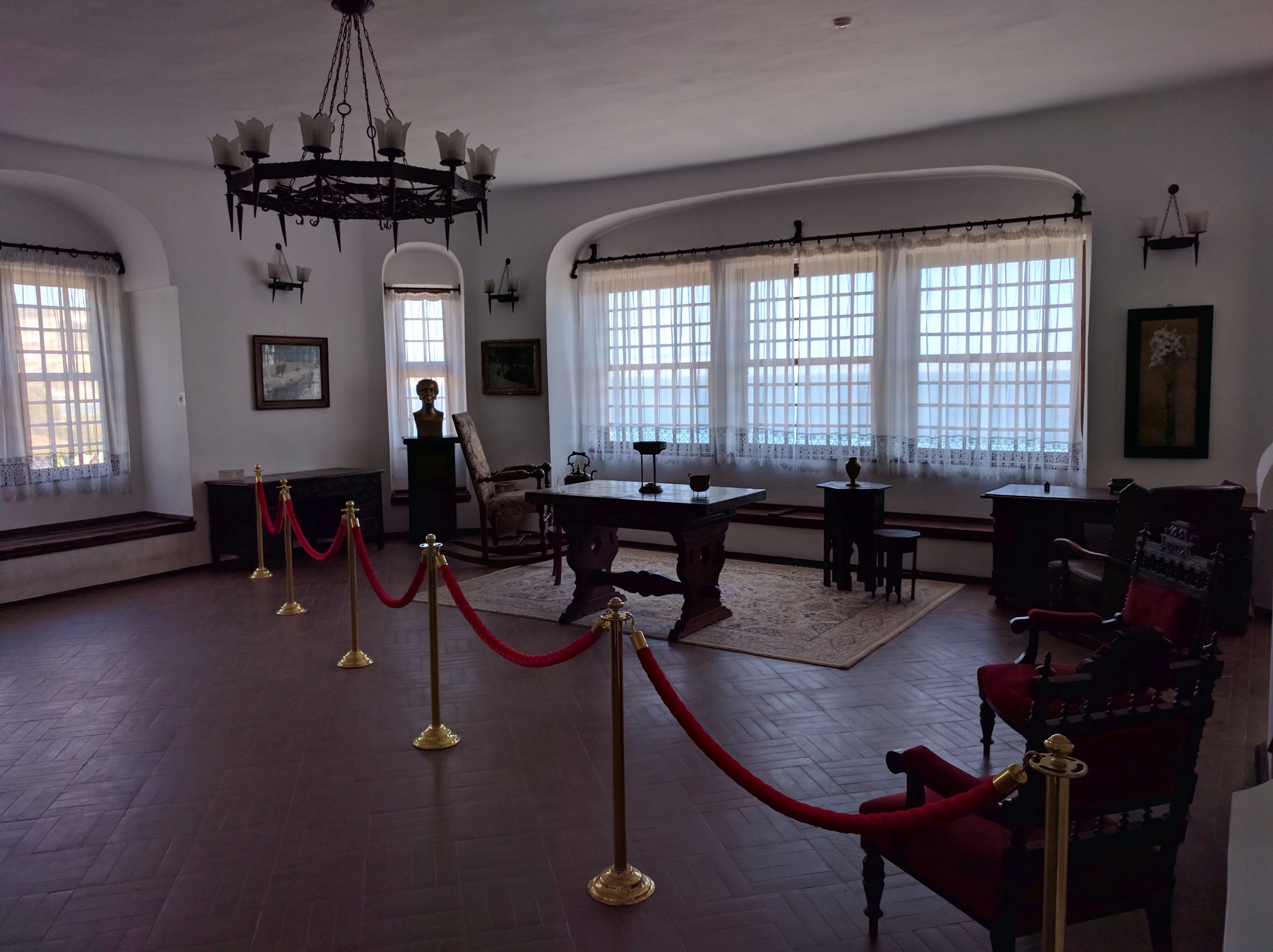
Sufrageria castelului din Balcic
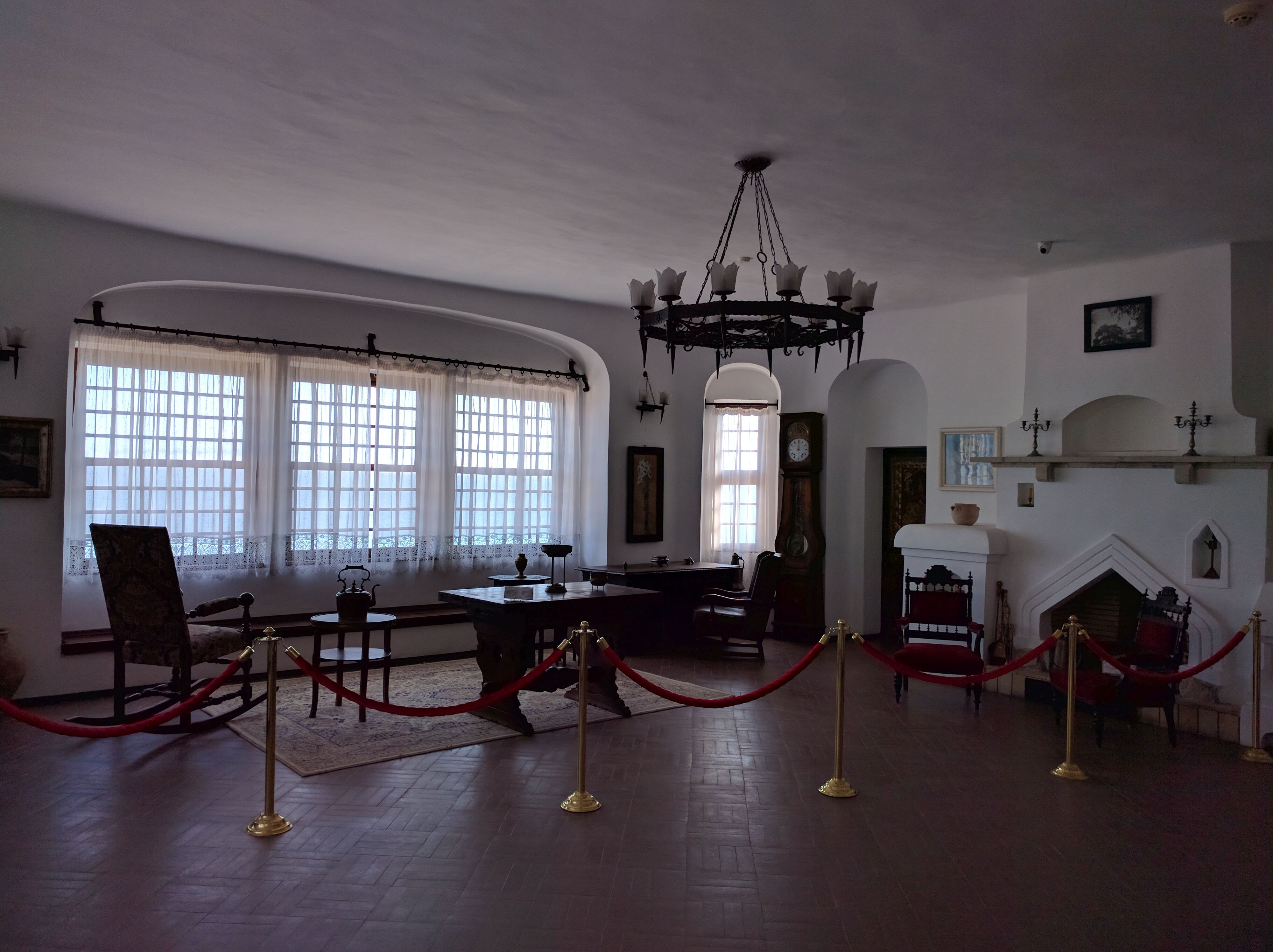
Sufrageria castelului din Balcic
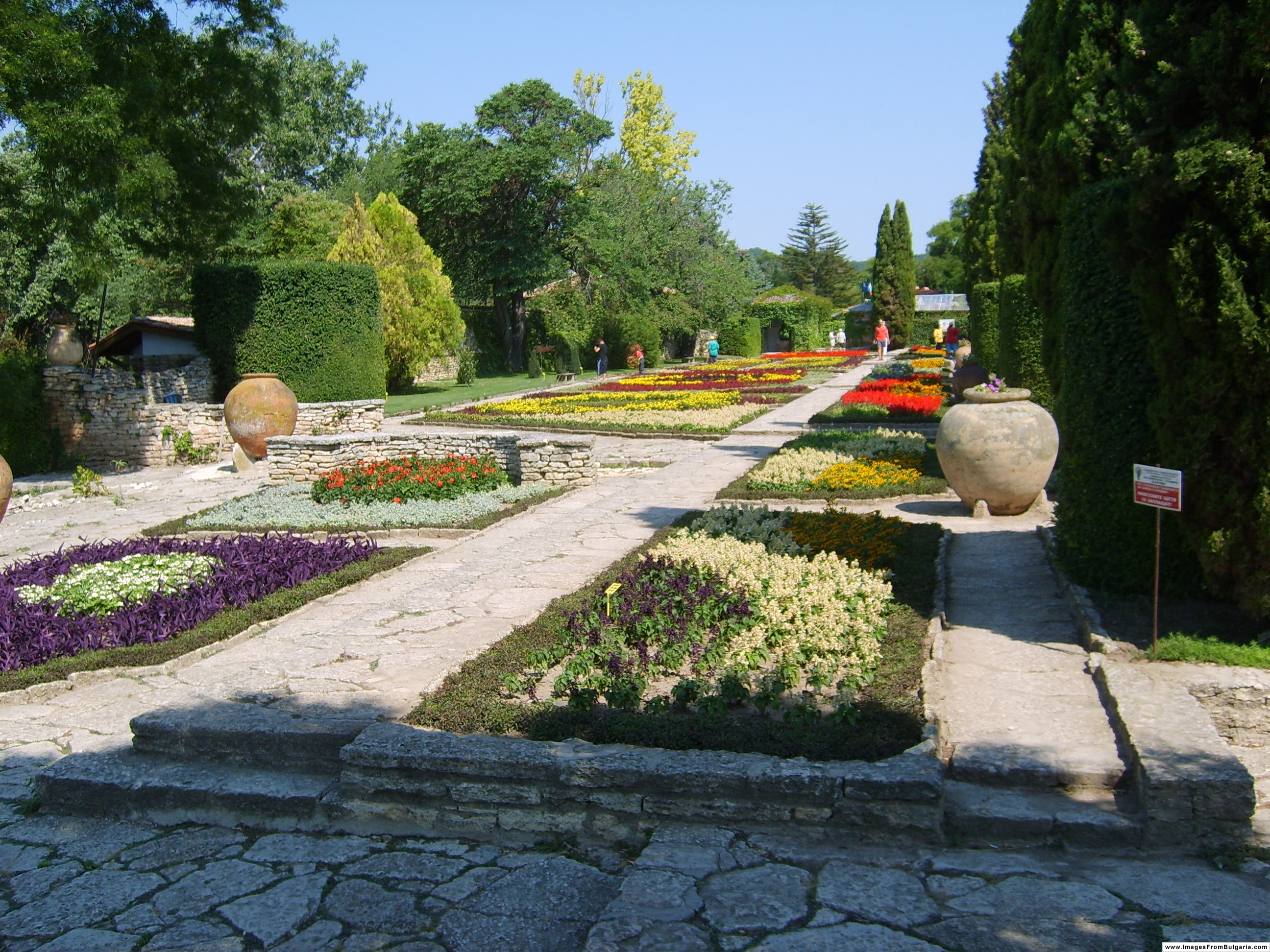
Grădina botanică